# Ralf Leistl
Ralf Leistl (* 23. Juli 1959 in Wasserburg am Inn) ist ein deutscher Kameramann und Dokumentarfilmer.

## Leben
Leistel absolvierte Mitte der 1980er Jahre an der damaligen Staatliche Fachschule für Optik und Fototechnik in Berlin die Ausbildung in Fachrichtung Kamera. Er machte Praktika bei den Kameraverleihunternehmen FGV Schmidle GmbH in München und CineCam Camera Rental Service GmbH in Planegg und erwarb sich Berufserfahrung bei Kino- und Fernsehproduktionen als Kameraassistent, unter anderem an der Seite von Edward Kłosiński, Igor Luther, Jürgen Jürges, Gérard Vandenberg, Jörg Schmidt-Reitwein, Paul Laufer, Michael Seresin, Klaus Eichhammer, Martin Langer, Rainer Klausmann, Torsten Breuer und Dieter Deventer.
Erstmals hauptverantwortlich für die Kameraaufzeichnung trat er bei Sebastian Andraes Kurzfilm Die Suppenkrise (1994) in einem Hauptcast in Erscheinung. Seitdem war er als Kameramann bei mehreren Werbe-, Film- und Fernsehproduktionen tätig. Einige davon wurden auch ausgezeichnet, viele auf renommierten Filmfestivals als Wettbewerbsbeiträge gezeigt. Der „Liquid Energie“-Werbespot für Mercedes-Benz wurde beim Hennessy-Preis-Wettbewerb 2000 der Initiative Junger Werbefilm (IJW) mit dem Yahoo-Sonderpreis ausgezeichnet. Lancelot von Nasos Kurzfilm Der Fenstersturz erhielt beim International Short Film & Video Festival 2001 in New York den 1. Preis und wurde dort offiziell zur Oscar-Nominierung vorgeschlagen, bekam beim Kurzfilmfestival Moskau im gleichen Jahr den Publikumspreis und erhielt das Filmprädikat „Besonders wertvoll“. Von Nasos Kurzfilm The Tourist erhielt 2004 wiederum das Prädikat „Besonders wertvoll“, wurde von der Filmbewertungsstelle Wiesbaden für den Dezember 2004 zum „Film des Monats“ gekürt und 2005 bei den Filmfestspiel Cannes 2005 gezeigt (Export Union Rolle). Mehrere Auszeichnungen erhielt auch Lara Juliette Sanders’ Dokumentarfilm Celebration of Flight.
Mitte der 2000er Jahre entdeckte der sportbegeisterte Leistl eine Vorliebe für Dokumentarfilme und durchreist seither für Dreharbeiten vorwiegend Regionen abseits jeglicher Zivilisation. Hierbei entstanden Fernsehmehrteiler für den Sender arte.
Leistl ist aktives Mitglied im Berufsverband Kinematografie (BVK), wohnt im Münchner Stadtteil Sendling und betreibt eine eigene die Produktionsfirma zur Produktion seiner Imagefilme.

## Filmografie (Auswahl)
Kamera:
- 1994: Die Suppenkrise (Kurzfilm; Regie: Sebastian Andrae)
- 1998: Der König von St. Pauli (Teile 1–3; Regie: Helmut Dietl)
- 1999: Viergeteilt im Morgengrauen (Kurzfilm; Regie: Norbert Keil)
- 2001: Der Fenstersturz (Kurzfilm; Regie: Lancelot von Naso)
- 2003: Das halbe Leben (Dokumentarfilm, Kleines Fernsehspiel; Regie: Mechthild Gaßner)
- 2003: The Tourist (Kurzfilm; Regie: Lancelot von Naso)
- 2005: Solo (Kurzfilm; Regie Burkhard Feige)
- 2005: … von wegen! (Regie: Norbert Keil)
- 2007: Celebration of Flight (Regie: Lara Juliette Sanders)
- 2007: Tohuwabohu (Kurzfilm; Regie: Mara Eibl-Eibesfeldt)
- 2010: U.F.O. (Regie: Burkhard Feige)
- 2012: Lara (Regie: Bernd Schadewald)

Regie und Produktion:
- 2016: Oceanwide Expeditions – Antarktis, Grönland (Imagefilm)
- 2017: Oceanwide Expeditions – Spitzbergen (Imagefilm)